# Tephrina homalodes
Tephrina homalodes là một loài bướm đêm trong họ Geometridae.